# فاصوليا بالكرشة
فاصوليا بالكرشة هي أكلة من الأكلات الليبية، وتشتهر بها مدينة طرابلس العاصمة.

## المكونات
- - كرشة عجل (معدة العجل)
- – ½ 1 كوب فاصوليا ناشفة
- – سمن أو زيت
- – بصلة كبيرة
- – ½ 1 كوب طماطم حب معصور
- – ملعقة ونصف صلصة
- – ثوم
- – ملعقة كبيرة كمون حوت
- – فلفل احمر
- – رؤوس فلفل اخضر
- - بزار (بهارات صفراء)
- – فلفل اكحل (اسود مطحون)
- – حرارات
- – ملح
- –معدنوس(بقدونس)
- -الكسبر

## الطريقة
1. تنقع الفاصوليا في الماء طوال الليل ثم توضع على نار هادئة في ماء مضاف إليه ملعقة صغيرة زيت حتى يسهل نضجها
2. تقطع الكرشة إلى قطع متوسطة الحجم
3. يحمر البصل في السمن أو الزيت بعد تقطيعه رفيعا
4. تضاف الكرشة مع البصل وتترك حتى تشرب ماءها
5. يضاف الطماطم المعصور والصلصة والتوابل وقليل من كمون الحوت ورؤوس الفلفل وتترك على نار هادئة حتى تنضج
6. حين تنضج تضاف إليها الفاصوليا دون تصفيتها من الماء
7. يدق الثوم مع الكمون والملح ويضاف إليها ويقطع الكسبر أو المعدنوس رفيعا ويضاف
8. تترك تغلي لمدة 5 دقائق
9. تغرف وتقدم في صحون وتؤكل مع الخبز